# Comitatul Hainaut
Comitatul Hainaut (franceză Comté de Hainaut, germană Grafschaft Hennegau, neerlandeză Graafschap Henegouwen) a fost un comitat medieval situat pe teritoriul actual al Belgiei și Franței. Teritoriul acestuia corespunde aproximativ actualei provincii Belgiene Hainaut și a estului departamentului francez Nord. Comitatul făcea parte din Sfântul Imperiu Roman, fiind situat în extremitatea vestică a imperiului, fiind vecin la sud cu Regatul Franței.
Formarea definitivă a comitatului a avut loc în 1071 când fiefurile contesei Richilda de Mons și Hainaut au fost unite prin ordinul împăratului Henric al IV-lea și au fost puse sub supravegherea Ducelui Lotharingiei Inferioare. Richilda și-a păstrat titlul de contesă iar domeniile sale erau:
- Comitatul Mons;
- Margraviatul Valenciennes;
- sudul Comitatului Brabant.

De-a lungul istoriei, conții de Hainaut au întreținut legăduri puternice cu conții de Flandra și Olanda. Teritoriile au fost conduse sub forma unor uniuni personale de mai multe ori, între 1067–71 si 1191–1246 și respectiv între 1299–1436. Între 1356–1429 Comitatul hainaut intră în posesia casei bavareze de Wittelsbach, fiind astfel in uniune personală cu ducatul Bavaria-Straubing.

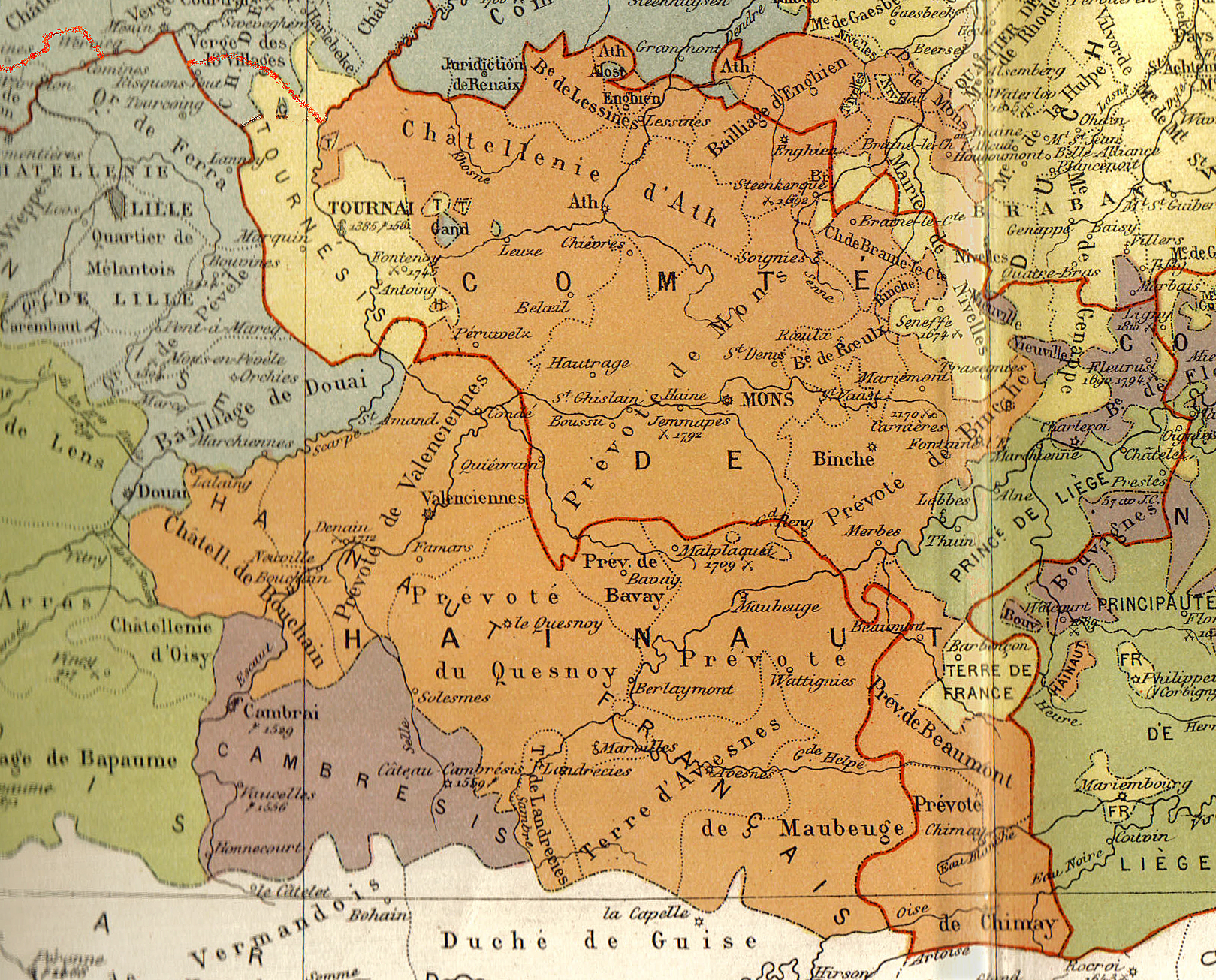
Comitatul Hainaut si granițele actuale

În 1436, Jacqueline, Contesă de Hainaut și Olanda moare fără a lăsa moștenitori. Domeniile sale îi revin lui FIlip al III-lea de Burgundia intrând astfel în componența Țărilor de Jos Burgunde. Din 1477 întreaga regiune intră sub stăpânirea casei de Habsburg, întâi ramura spaniolă și apoi cea austriacă a familiei.
Aflat la frontiera franceză, comitatul intră în atenția suveranilor francezi care în repetate rânduri obțin în urma conflictelor cu Habsburgii, diverse teritorii din Comitatul Hainaut. În urma Războiului de treizeci de ani, în 1659, Franța obține teritoriile Avesnes, Landrecies și Le Quesnoy iar în urma Războiului Franco-Olandez, în 1678, Franța obține teritoriile Bavay, Bouchain, Cambrai, Condé și Valenciennes.
În urma Revoluției Franceze, printr-o serie de campanii din Războaiele revoluționare franceze, Republica Franceză ocupă teritoriul comitatului, acesta încetându-și existența în 1795. Teritoriul este organizat sub forma unui departament, numit Jemmapes în onoarea unei victorii a armatei franceze.